# Ashä
Ashä war ein persisches Längenmaß und bedeutet Finger.
- 1 Ashä = 6 oder 7 Dscho etwa 2,16 Zentimeter
- 24 Asnä = 1 Zera jid (Ellenbogen) = 51,75 Zentimeter[1]